# Heilige Drievuldigheid en Heilige Christianuskerk

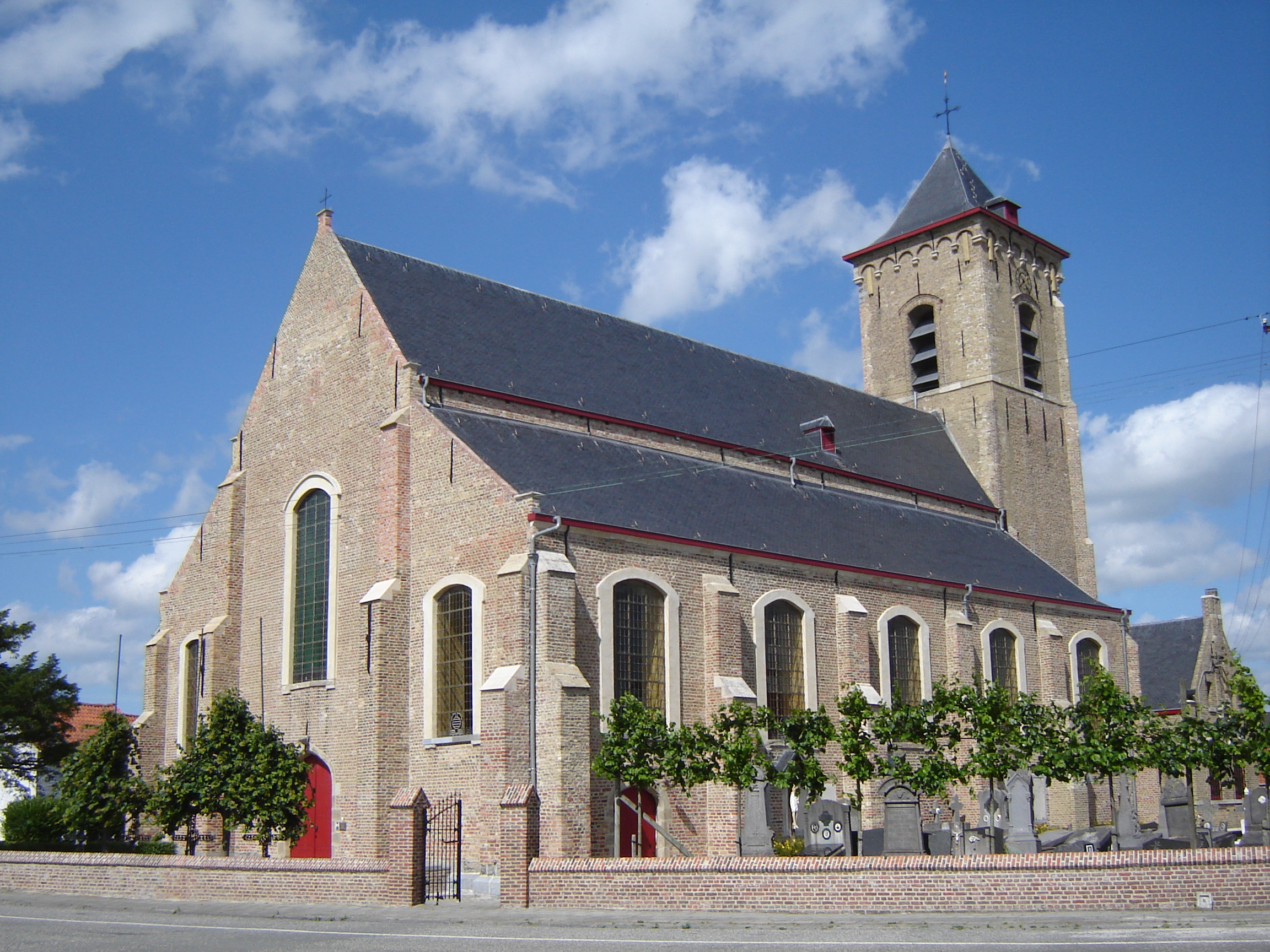
Heilige Drievuldigheid en Heilige Christianuskerk

De Heilige Drievuldigheid en Heilige Christianuskerk is de parochiekerk van het tot de West-Vlaamse gemeente Damme behorende dorp Lapscheure, gelegen aan de Lapscheurestraat 29.

## Geschiedenis
In de 11e eeuw was er sprake van een kapel die ondergeschikt was aan de Sint-Quintinusparochie van Oostkerke. Deze kapel lag oostelijk van de huidige kerk. Van 1236-1246 werd de Spermaliepolder ingedijkt en de kapel die daar stond werd omstreeks 1240 door een gotisch kerkgebouw vervangen. In 1583 werden de dijken doorgestoken door de Geuzen. Toen ontstond het Lapscheurse Gat. De kerk bleef verlaten achter op een schor.
Een nieuwe kerk werd meer westwaarts in de Sint-Jobspolder gebouwd. In 1652 werd hij ingewijd. Deze kerk was deels met materiaal van de voormalige kerk gebouwd. Om de kerk groeide het nieuwe Lapscheure.
In 1790 werd het huidige houten gewelf aangebracht, in 1846 vond restauratie van de toren plaats. De huidige vloer is van 1853, waarbij de belangrijkste grafstenen erin werden opgenomen. In 1911 werd een sacristie aangebouwd. Tijdens de Tweede Wereldoorlog werd vooral het dak beschadigd door artillerie en in 1958 werd de kerk hersteld waarbij nieuwe glas-in-loodramen werden aangebracht.

## Gebouw
Het betreft een driebeukig kerkgebouw in renaissancestijl. De zijbeuken hebben een vlakke afsluiting en het middenschip eindigt in een driezijdig afgesloten koor. De toren staat aan de oostzijde van de kerk, wat uitzonderlijk is voor de streek. De toren wordt gedekt door een tentdak en wordt door een traptorentje geflankeerd.
Het middenschip heeft een tongewelf met de kromming van een korfboog, terwijl de zijbeuken een houten kruisribgewelf hebben.

## Interieur
De laatrenaissance preekstoel is van 1654 en de biechtstoelen zijn van omstreeks 1700. Het hoofdaltaar is van 1743 en uitgevoerd in beschilderd hout. Een portiekaltaar van 1761 is bedoeld voor de Broederschap van de Allerheiligste Drievuldigheid (Trinitariërs) en heeft een schilderij over de Drie-eenheid dat waarschijnlijk door Jan Garemijn werd vervaardigd. Dan is er een Maria-altaar van het 3e kwart van de 18e eeuw. Judocus Arschot schilderde daarvoor de Heilige Familie (1713). Ook is er een Sint-Sebastiaanaltaar uit het 3e kwart van de 18e eeuw, waarvoor Jan Garemijn de Marteldood van Sint-Sebastiaan vervaardigde.
Het meeste meubilair is eind 18e-eeuws, zoals de communiebank in Lodewijk XVI-stijl. Borstbeelden van de heiligen Quirinus en Cornelius zijn 18e-eeuws.
Het orgel is van 1858 en werd vervaardigd door Pieter Loncke. Van de grafzerken kan die van pastoor Franciscus Heldewijs (1685-1748) worden genoemd. Hij was van 1715-1745 pastoor van Lapscheure, en werd wel de Uilenspiegel dan wel (uiteraard veel later) de Don Camillo van Lapscheure genoemd.